# Sergio López Miró
Sergio López Miró, född 15 augusti 1968 i Barcelona, är en spansk före detta simmare.
Han blev olympisk bronsmedaljör på 200 meter bröstsim vid sommarspelen 1988 i Seoul.